# Station Ełk Szyba Wschód
Station Ełk Szyba Wschód is een spoorwegstation in de Poolse plaats Ełk.